# Selecția Națională
La Selecția Națională è la competizione canora romena che si svolge ogni anno per decidere il cantante o il gruppo musicale che rappresenterà la Romania all'Eurovision Song Contest.

## Vincitori
| Anno | Artista                      | Brano                      | Posizione all'ESC   | Punteggio           |
| ---- | ---------------------------- | -------------------------- | ------------------- | ------------------- |
| 1993 | Dida Drăgan                  | Nu pleca                   | Non qualificata     | X                   |
| 1994 | Dan Bittman                  | Dincolo de nori            | 21°                 | 14                  |
| 1996 | Monica Anghel & Sincron      | Rugă pentru pacea lumii    | Non qualificata     | X                   |
| 1998 | Mălina Olinescu              | Eu cred                    | 22°                 | 6                   |
| 2000 | Taxi                         | The Moon                   | 17°                 | 25                  |
| 2002 | Marcel Pavel & Monica Anghel | Tell Me Why                | 9°                  | 71                  |
| 2003 | Nicola                       | Don't Break My Heart       | 10°                 | 73                  |
| 2004 | Sanda Ladoşi                 | I Admit                    | 18°                 | 18                  |
| 2005 | Luminița Anghel & Sistem     | Let Me Try                 | 3°                  | 158                 |
| 2006 | Mihai Trăistariu             | Tornerò                    | 4°                  | 172                 |
| 2007 | Todomondo                    | Liubi, Liubi, I Love You   | 13°                 | 84                  |
| 2008 | Nico & Vlad                  | Pe-o margine de lume       | 20°                 | 45                  |
| 2009 | Elena Gheorghe               | The Balkan Girls           | 19°                 | 40                  |
| 2010 | Paula Seling & Ovi           | Playing with Fire          | 3°                  | 162                 |
| 2011 | Hotel FM                     | Change                     | 17°                 | 77                  |
| 2012 | Mandinga                     | Zaleilah                   | 12°                 | 71                  |
| 2013 | Cezar                        | It's My Life               | 13°                 | 65                  |
| 2014 | Paula Seling & Ovi           | Miracle                    | 12°                 | 72                  |
| 2015 | Voltaj                       | De la capat/All Over Again | 15°                 | 35                  |
| 2016 | Ovidiu Anton                 | Moment of Silence          | Squalificata        | X                   |
| 2017 | Ilinca feat. Alex Florea     | Yodel It!                  | 7°                  | 282                 |
| 2018 | The Humans                   | Goodbye                    | SF 11°              | 107                 |
| 2019 | Ester Peony                  | On a Sunday                | SF 13°              | 71                  |
| 2020 | Roxen                        | Alcohol You                | Edizione cancellata | Edizione cancellata |
| 2022 | WRS                          | Llámame                    | 18°                 | 65                  |
| 2023 | Theodor Andrei               | D.G.T. (Off and On)        | SF 15°              | 0                   |